# Stadtkirche (Bad Salzuflen)

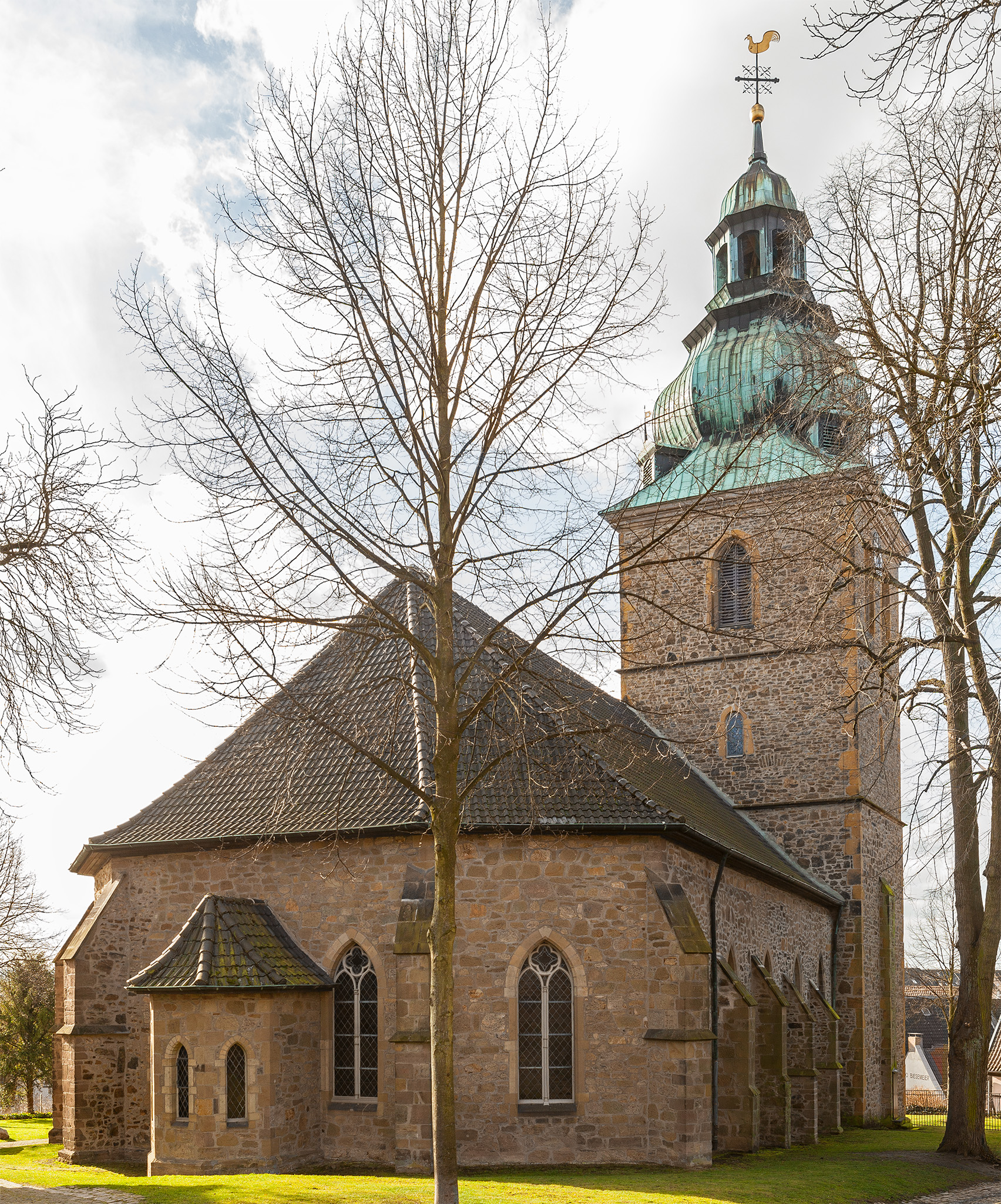
Stadtkirche (Bad Salzuflen)

Die Stadtkirche ist eine denkmalgeschützte Kirche in Bad Salzuflen, einer Stadt im Kreis Lippe in Nordrhein-Westfalen. Sie ist Teil der evangelisch-reformierten Klasse West in der Lippischen Landeskirche.

## Beschreibung
Die Anfänge der Stadtkirche sind nicht genau bekannt. Um 1300 soll eine erste Kapelle auf dem Hallenbrink, der höchsten Erhebung innerhalb der Bad Salzufler Altstadt, errichtet worden sein. Nach Otto Pölert gibt es eine Ersterwähnung von 1322. Im Laufe der Jahrhunderte wurde diese Kapelle durch Umbau und Erweiterungen zu einer Kirche vergrößert. Der bedeutendste Umbau erfolgte 1524, als der Unterbau des Turmes mit seinem gotischen Portal entstand und das Kirchenschiff um fast das Doppelte in Länge und Breite vergrößert wurde. Die ursprüngliche Stadtkirche ist am 5. November 1762 nach einem Blitzeinschlag abgebrannt. Von der Kirche standen nur noch die Umfassungsmauern und der 25 m hohe Turmsockel.
Die nach dem Brand wiederaufgebaute heutige Stadtkirche, eine klassizistische Saalkirche aus Bruchsteinen, entstand zwischen 1763 und 1765 unter Verwendung spätgotischer Substanz. Sie besteht aus einem Langhaus, dessen Wände von Strebepfeilern gestützt werden und das 1892 neugotisch umgestaltet, nach Süden verbreitert und nach Osten mit einem dreiseitig abgeschlossenen Chor verlängert wurde. Der spätgotische Kirchturm im Westen, der 1782 mit einer Welschen Haube bedeckt wurde, steht nun nicht mehr in der Achse des Langhauses. Sein oberstes Geschoss beherbergt die Turmuhr und den Glockenstuhl. Im Ersten Weltkrieg mussten vier der fünf Kirchenglocken abgeliefert werden. 
Das Überspannen des Innenraums mit einer Flachdecke erforderte eine spezielle Dachkonstruktion in Form eines Sprengwerks. Als Predigtkirche ist der Innenraum auf die fünfeckige Kanzel ausgerichtet.